# Kepler-33 e
Kepler-33 e (KOI-707.03) est une planète extrasolaire (exoplanète) confirmée en orbite autour de l'étoile Kepler-33, une sous-géante située dans la direction de la constellation du Cygne.
Détectée en 2011 par le télescope spatial Kepler, sa découverte par la méthode spectroscopique des transits a été annoncée le 26 janvier 2012 par un communiqué de la NASA et la mise en ligne d'un article. Elle a été confirmée par l'agence spatiale américaine dès le 15 février 2012.